# Vasbetonalj
A vasbetonaljak a vasúti pálya azon alátámasztó aljai, amelyek vasalt (általában feszített) betonból készülnek.

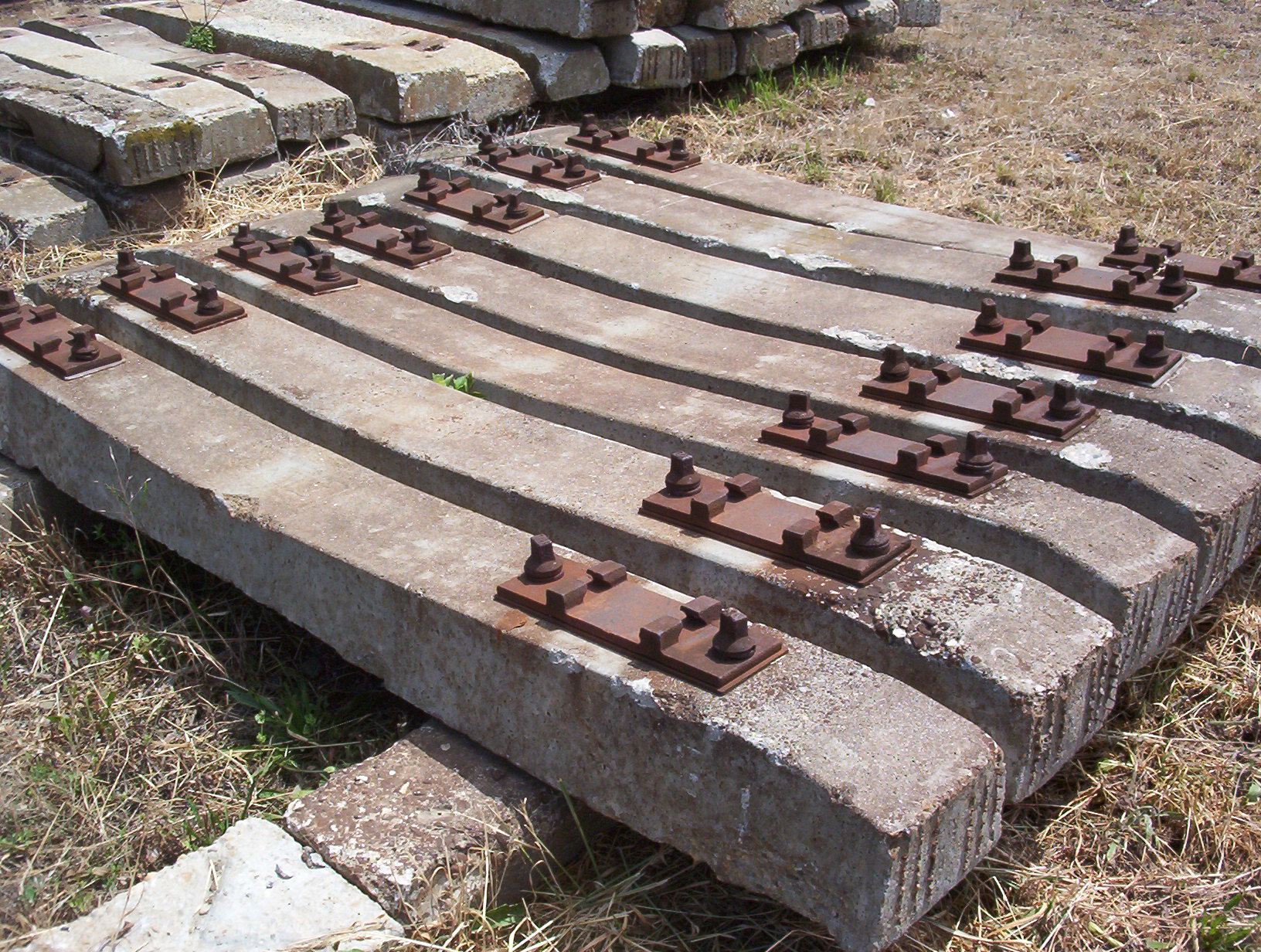
Geós leerősítéshez fellemezelt használt „LM” jelű vasbetonaljak

## Története
A vasbetonaljat Joseph Monier szabadalmaztatta 1884-ben. A faalj kiváltására az erdőkben szegény Olaszországban már az 1900-as évek elején kísérleteztek betonaljakkal. A MÁV 1908-ban fektetett először olasz típusú betonaljakat. Kezdetben a legtöbb nehézséget az aljak repedése és a sínek leerősítése okozta. Nagy lendületet adott a betonaljak elterjedésének a feszítés alkalmazása, valamint a merőben új kialakítású sínleerősítések megjelenése.

## Összehasonlítások

### Előnyei a faaljjal (talpfával) szemben
- a hosszú, 50 évre becsülhető élettartam, amely legalább kétszerese a faaljnak
- a nagyobb tömeg, amely két-háromszorosa a faaljnak, a mozgó járművek dinamikus hatásait fokozottan csillapítja
- a nagyobb keresztmetszeti méretek növelik a vágány oldalirányú ellenállását
- a betonaljas vágány keretmerevsége nagyobb, ami különösen fontos hézag nélküli vágány stabilitása szempontjából
- nem korhad és gombásodik
- beszerzési ára mintegy fele a faaljénak

valamint
- az újabb típusú betonaljak szigetelési tulajdonságai jobbak
- a járatos típusok szerelése egyszerűbb

### A vasbetonalj hátrányai a faaljjal szemben
- kézi mozgatása nehezebb
- nagy gyártási pontosságot igényelnek
- sérülékenyek (például siklás esetén)
- az átmeneti aljak speciális típusokat igényelnek
- a faalj természet adta rugalmasságát más módon kell biztosítani

## Rendszerek

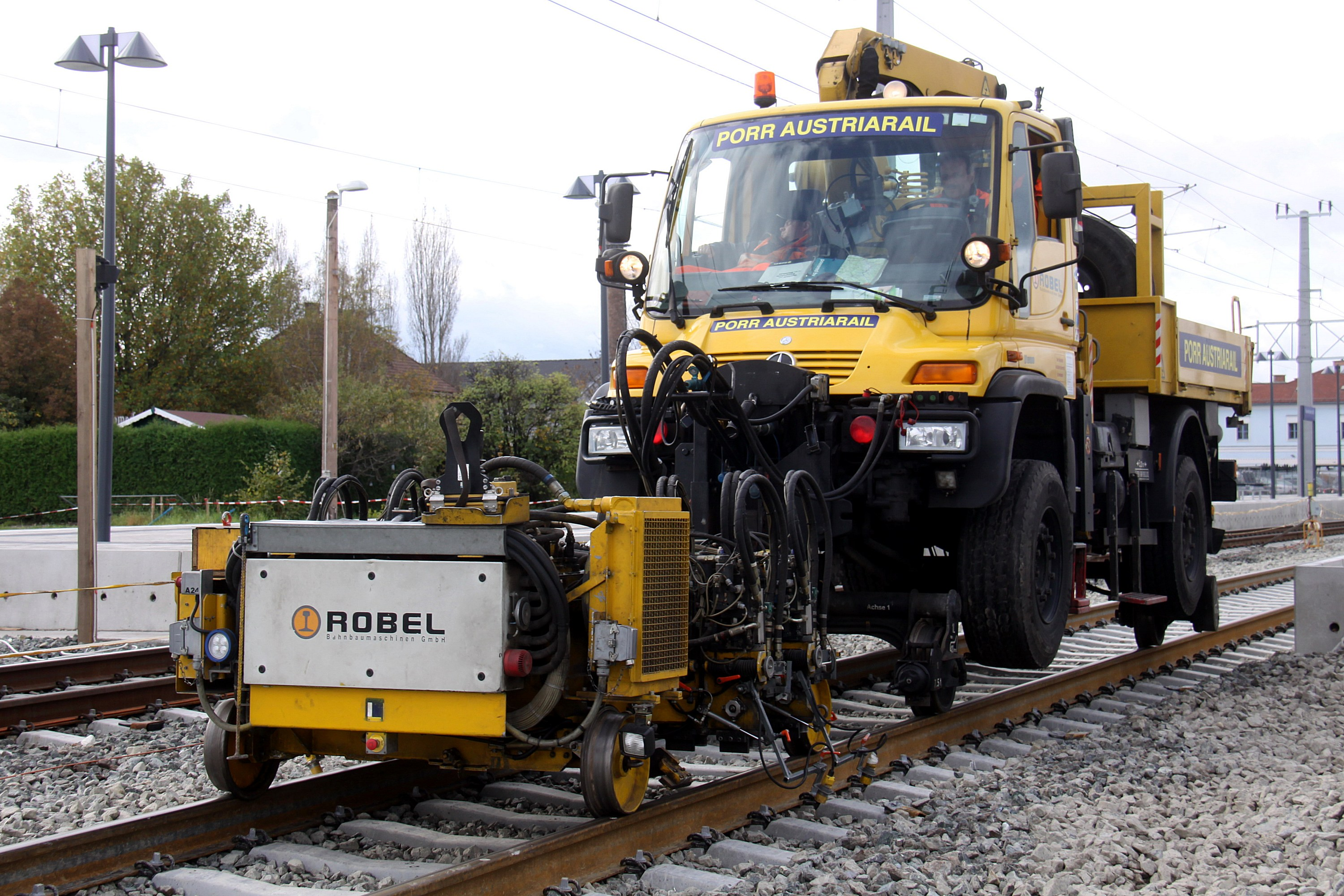
Az UNIMOG a sínrögzítő rendszerek automatikus és szinkron meghúzására és lazítására használt egységet tol

### Kiképzési típusok
- egy darabból álló (monoblokk) keresztalj
- két magánaljból álló (kétblokkos) keresztalj

A MÁV kezdetektől fogva a monoblokkos típusokat alkalmazza.

### Vasalás típusok
- feszítés nélküli, úgynevezett lágyvasbetétes
- előfeszített, az acélbetéteket a sablonban a betonozás előtt megfeszítik
- utófeszített, a betonban hagyott nyílásokba elhelyezett acélbetéteket a beton kötése után feszítik meg.

A MÁV járatos vasbetonaljai előfeszítettek, régebben lágyvasbetétes betonaljakat is alkalmazott.

### A betonaljban elhelyezett, a sínek leerősítésére szolgáló elemek típusai
- fa csonkagúla
- lehorgonyzó fémbetét
- hullámos fabetét
- menetes műanyagbetét

### A sín alatti felület hajlása szerint
- a felület vízszintes, alátétlemez alkalmazása esetén ék alakú alátétlemez szükséges
- a felület 1:20-as dőlésű, alátétlemez alkalmazása esetén vízszintes alátétlemez szükséges
- a nyugat-európai törekvésekkel párhuzamosan Magyarországon is terjed az 1:40-es hajlású felület, az ilyen kialakítású előgyártott vályús aljakon többnyire alátétlemez nélküli, nyomtávtartó közbetétes, rugalmas sínleerősítést alkalmaznak (A korszerű, nagy sebességű vasúti pályákon alkalmazott 1:40 arány kedvezőbb sínkorona-kerékabroncs kapcsolatot biztosít.[1])

## Vasbetonaljak típusai

### Nem járatos vasbetonaljak
Az első világháború végétől az 1920-as évek elejéig tartott a MÁV kísérletezési időszaka, ami alatt évente csak pár száz darab vasbetonaljat gyártottak.

#### I, c és i sínrendszerekhez tervezett vasbetonaljak
Az 1921-től, a I, c, i sínrendszerekhez tervezett vasbetonaljakból azonban már évente 10-50 ezer darabban gyártottak. Ezeknek az aljaknak a tömege 200 és 240 kg között változott, hosszuk 2,60 m volt, kivéve a i sínrendszerhez gyártott aljakat, melyek eleinte 2,20 m hosszúak voltak, beigazolódott rövidségük miatt később 2,50 m hosszban gyártották. 1925-ben ezekből az aljakból már 100 ezer volt a pályában, főleg nyíltvonali- és tűztisztító-vágányszakaszokban. A síneket az aljakba betonozott fabetétekbe csavart síncsavarok erősítették le, nyárfalemezek vagy nyílt alátétlemezek közbeiktatásával.

#### „C”, „E” jelű vasbetonalj
1930-as, 1940-es években fejlesztett és gyártott vasbetonaljtípusok, 2,60 m hosszúak, fabetétesek, különbség csak a vasalásban van.

#### „B” jelű vasbetonalj
1942-ben dr. Nemesdy József által tervezett vasbetonalj. Alakja és hossza eltér a korábban gyártott aljakétól, ugyanis hossza 2,44 m-re rövidült, azonban tömege 259 kg. A tervező az alj középső részében úgynevezett takaréküreget hozott létre, így nem tud az alj felfeküdni a kavicságyazaton. A MÁV ebből az aljtípusból összesen 2,1 millió darabot gyártatott.

#### „U” jelű vasbetonalj
A „B” jelű alj továbbfejlesztett változata, alkalmassá téve a 48 rendszerű sínek leerősítéséhez is (univerzális). Méreteiben nem, csak betonminőségben és a fabetétek méreteiben van különbség. Általában állomási vonatfogadó és mellékvágányokban használták, ezzel a típussal ért véget a hazai lágyvasbetétes vasbetonalj gyártás.

#### „E-e” jelű vasbetonalj
Az első előfeszített vasbetonalj a hazai betonaljgyártás történetében. Az előfeszítéssel elérték, hogy a vasbetonaljak megtartsák előnyeiket és csökkentsék hátrányaikat (repedésre való hajlam, baleseti sérülés). Az alj a 48, I, c rendszerű sínekhez volt alkalmazható, de geós leerősítéshez nem. Ebből a típusból fejlesztették tovább az alábbi vasbetonaljtípusokat.

#### „T”, „H” jelű vasbetonalj
Az első fővonali, geós sínleerősítésre alkalmas vasbetonaljak. A sín talpa alatti felület vízszintes, ugyanis ugyanazokat az alátétlemezeket és síncsavarokat használták hozzájuk, mint a faaljhoz. Az aljakba nyolc darab kisméretű fabetét van bebetonozva. A „H” jelű alj a „T” jelű továbbfejlesztett változata, az acélhuzalok átmérőjében tér el, illetve részben a keresztmetszeti méretekben, teherbírása elenyészően nagyobb.

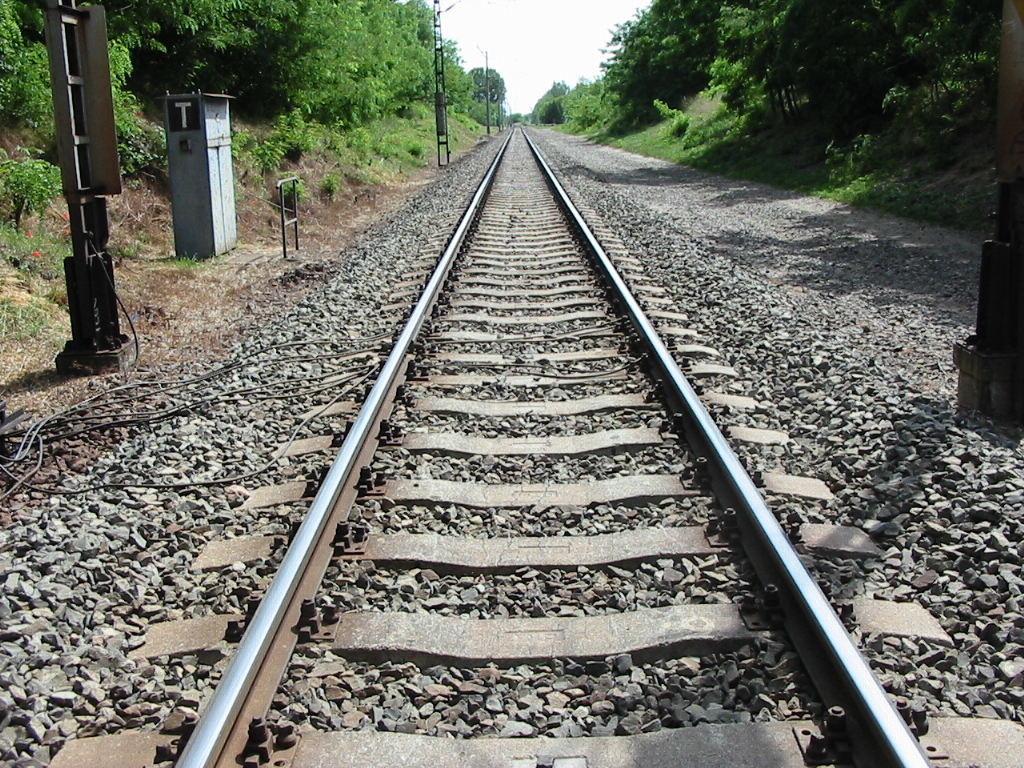
1961-es beépítésű, 2007-ben javított „T” jelű aljak a Budapest–Kunszentmiklós-Tass–Kelebia-vasútvonalon

#### „TU”, „TSZ” jelű vasbetonalj
A „T” jelű aljjal megegyező méretű, de nyíltlemezes, síncsavaros leerősítésre alkalmas aljat 1964-től kezdték gyártani. A „TSZ” jelű alj a „TU” alj széles nyomtávolságú vágányok számára gyártott változata, eltérés a fabetétek helyében van.

#### „S” jelű vasbetonalj
A korszerű biztosítóberendezések telepítésénél kiderült, hogy a „T” és „H” aljak szigetelőképessége nem megfelelő a kisméretű fabetétek és az alátétlemez közvetlenül a betonaljra erősítése miatt. Ezért fejlesztették ki a szigetelt, fabetét és alátétlemez nélküli „S” jelű vasbetonaljat. A gyorsan csökkenő szigetelőképessége azonban nem váltotta be a hozzá fűzött reményeket.

#### „L” jelű vasbetonalj
Az 1960-as években felgyorsultak a kísérletek egy korszerűbb betonaljtípus kialakítása érdekében. Az első, kedvező tapasztalatokkal rendelkező, megfelelő minőségű, szigetelt, geós leerősítésű betonalj az „L” jelű volt. Az alátétlemez szélességének anyagtakarékossági okok miatti csökkentése következtében a leerősítés lemezenként csak 2 db (erősített) síncsavarral történt. Az eddig alkalmazott csonkagúla fabetét helyett áttértek a hullámos fabetétre, amelyet így felülről is ki lehet cserélni. Szintén anyagtakarékosság miatt az alátétlemez nem ékes, az 1:20-as hajlást a betonaljon alakították ki.

#### „LE” jelű vasbetonalj
Az „LE” jelű alj az „L” jelű korszerűsített változata, amelyet viszonylag kis mennyiségben építettek be, alakja a legyezőhöz hasonlít.

#### „LX” jelű vasbetonalj
Az „L” jelű aljat 48 rendszerű felépítményhez tervezték, az 1960-as évek végén bevezetett 54 rendszerhez rendszeresítették az „LX” jelű aljat, amelyre mindkét sínrendszer leköthető.

#### „TX” jelű vasbetonalj
Az 1980-as évek elején a nyíltlemezes leerősítésű vasbetonaljaknál a „TU” jelű alj gyártásáról áttértek a „TX” alj gyártására, melynek alsó felülete megegyezik az időközben elterjedtté váló „LM” jelű alj (lásd lentebb) alsó felületével. A módosítás az egységesítés és az ezáltal elérhető gyártáskapacitás növelés érdekében történt.

#### „LG” jelű vasbetonalj
1988-ban kísérletet tettek egy, az „LM” aljnál (lásd lentebb) nagyobb teherbírású alj kialakítására. A geós leerősítésű, sík alsó felületű, az „LM” aljnál magasabb, de egyébként azzal megegyező aljból körülbelül 5000 darabot gyártottak.

#### „LK” jelű vasbetonalj
Az 1990-től bevezetésre került 60 kg/fm sínrendszerhez és geós leerősítéshez tervezték. Azonban az előző aljakhoz hasonlóan viszonylag rövid, 2,42 m hosszúsága, hasáb alakja és nagyszámú, de vékony vasalása miatt nem terjedt el a MÁV hálózatán.

### Folyóvágányok járatos vasbetonaljai

#### „LM” jelű vasbetonalj
Az 1970-es években kísérleti jelleggel az „LX” aljak hullámos fabetétjeit menetes műanyagbetétre cserélték. A kedvező tapasztalatok után 1978-tól műanyagbetéttel gyártják, az alj az „LM” jelet kapta. Jelenleg Magyarországon legnagyobb mennyiségben ezt az aljat gyártják és építik be, azonban a 60 kg/fm sínek és a rugalmas, alátétlemez nélküli sínleerősítések elterjedése miatt várhatóan fővonalak nyíltvonali- és átmenő fővágányaiba már nem fogják beépíteni.

#### „LI” jelű vasbetonalj
Kis sugarú íves vágányokban, a nagyobb oldalerők miatt az alátétlemezenkénti kettő síncsavar nem bizonyult elegendőnek. A probléma kiküszöbölésére gyártják 1989-től az „LI” jelű aljat, amelynek méretei az „LG” aljjal egyeznek meg, ám egy-egy alátétlemezt kettő síncsavar helyett négy erősít le, tehát összesen nyolc műanyagbetéttel készül.

#### „LW” jelű vasbetonalj
A MÁV az 1990-es években a 60 kg/fm sínrendszerek alátétlemez nélküli leerősítése mellett döntött. Ehhez tervezte a Budapesti Műszaki Egyetem Vasútépítési Tanszéke az „LW” jelű vasbetonaljat, amely alkalmas volt az SKL-1, SKL-14 alátétlemez nélküli sínleerősítés fogadására. Az alj hossza 2,50 m, alakja legyező alakú, vagyis a vágányközéptől kifelé szélesedik, a teherbírása az „LM” alj teherbírásának mintegy másfélszerese.

#### „TM-54”, „TM-48”, „TF” jelű vasbetonalj
Az 1980-as évektől már nagyobb mennyiségben megjelentek az 54 rendszerű felépítmények bontásából visszanyert sínek. Felmerült az igény ezen sínek fektetésére nyíltlemezes leerősítéssel, ezért a „TX” jelű alj helyett három új típust vezettek be. A „TM-54” jelű alj az 54, a „TM-48” jelű alj a 48 és „I” rendszerű vágányok nyíltlemezes, nyombővítés nélküli leerősítésére alkalmas. A „TF” jelű alj „c” és „i” rendszerű vágányok, valamint 48, „I”, „c” és „i” rendszerű nyombővített vágányok leerősítésére alkalmas. A „TM-54” és „TM-48” jelű aljak méretei megegyeznek az „LM” alj méreteivel, a síncsavar leerősítésére szolgáló elemek menetes műanyagból készültek. A „TF” jelű alj alakja más, hasonló a „TX” aljhoz, azonban alsó felülete sík, a síncsavar leerősítésére csonkagúla fabetét szolgál (jelenleg ez az egyetlen fabetéttel gyártott vasbetonalj Magyarországon).

### Folyóvágányok járatos, speciális vasbetonaljai

#### „LSZ” jelű vasbetonalj
Széles nyomtávolságú vágányok részére gyártják az „LSZ” jelű aljat, amely az „LG” jelű alj 2,70m hosszúra növelt változata. Az alj geós sínleerősítésre alkalmas, a „TSZ” jelű alj felváltására készült.

#### „FV” jelű vasbetonalj
Fonódott vágányok részére 1988-ban jelent meg az „FV” alj, melynek méretei megegyeznek az „LG” jelű alj méreteivel, kivéve a 2,90 m hosszát. Ezekre az aljakra négy sínszálat lehet leerősíteni, szabványos geós alátétlemezekkel.

#### „LT”, „LT-1”, „LT-2”, „LT-3” jelű vasbetonaljak
A terelősínes felépítmény 1990-ig csak faaljakkal volt megoldható, ekkor tervezték meg az „LT” jelű vasbetonalj-családot, ami korrekt műszaki megoldást jelentett a terelősínek leerősítésére betonaljas pályákban. Az aljak az „LM” alj módosított változatai, alsó felületük sík. A aljakon a folyópálya sínjeit geós sínleerősítő elemek, a terelősíneket nyílt alátétlemezen síncsavarok erősítik le. Az „LT” jelű aljak a védett pályaszakaszban fekszenek, 250 mm távolságot tartva a folyópályasínek és a terelősínek között. Az „LT-1”, „LT-2” és „LT-3” jelű aljak szabályos variációi szolgálnak a terelősín kihajtásának pontos kialakítására.

### Kitérő-betonaljak
Olaszországban az első betonaljak megjelenésével egyidőben már kitérőkbe is építettek be betonaljakat, mint 1906-ban Pistoja állomáson. Az 1960-as évekig még a fejlett vasutak sem törekedtek a kitérőaljak fejlesztésére, mivel kitérők a vasúti pályák elenyészően kicsi részét képezik.
A betonaljas vágányok előnyei igazak betonaljas kitérők esetében is, továbbá a betonaljas vágány homogenitását nem bontja meg a betonaljas kitérő. A hosszú kitérőaljak esetén nem jelentkeznek behajlások, az egyenletes felfekvés során egyenletesen oszlik meg a terhelés az ágyazaton, a kitérő nyomtáv- és vezetéstávolság méretei jóval tartósabbak, mint a faaljas (talpfás) kitérő esetében. Magyarországon 1983-ban fejlesztették ki a kitérő-betonaljat és 1984-ben fektették az első hazai gyártású betonaljas kitérőket.
A magyar betonaljas kitérők jellemzői:
- a keresztmetszet minden aljnál azonos, a gyártás megkönnyítése érdekében
- a keresztmetszeti méretek és vasalás úgy lett megválasztva, hogy a legnagyobb igénybevételnek kitett leghosszabb alj teherbírása is megfelelő legyen
- a kitérő-betonaljak hossza csoportosan változó[2]
- a faaljas kitérőktől eltérően az aljak legyező alakban vannak kiosztva,[3] így a jobbos és balos kitérőkhöz is felhasználhatók ugyanazok az aljak

### Átmeneti vasbetonaljak
A Magyarországon gyártott és beépített kitérők tősínjeiben és pályasínjeiben nincs síndőlés kialakítva, tehát a síntalpak vízszintesek, ezért szükséges a kitérő és vasbetonaljas vágány között átmeneti vasbetonaljak alkalmazása. Amíg az átmeneti vasbetonaljak nem álltak rendelkezésre a vasbetonaljas kitérők és vágányok, illetve kitérők közötti átmeneteknél a faaljakat alkalmaztak, ellentétesen azzal, amit vasúti pálya homogenitása megkíván.
Az alább felsorolt valamennyi vasbetonalj méretének, alakjának és vasalásának alapja az „LM” jelű alj.

#### Síndőlés nélküli (vízszintes) vasbetonalj
Síndőlésmentes vágányszakaszt kell kialakítani két kitérő között, ha a közöttük lévő távolság kisebb, mint 40 m. Ebben az esetekben alkalmazandó vasbetonalj az „LM/V” jelű, amelynél a sín talpa alatti felület vízszintes.

#### Síndőlés kifuttatására szolgáló vasbetonaljak
A kitérő és 1:20-as hajlású vágányszakasz csatlakozásánál a síndőlés kifuttatására alkalmazzuk az „LM/1”, „LM/2”, „LM/3” és „LM/4” jelű aljakat. A kifuttatás ezen a négy aljon, lépcsőszerűen valósul meg, a kitérő eleje előtti (vagy vége utáni) első alj még vízszintes („LM/V”), az ezt követő aljak sorrendben 1:100-as („LM/1”), 1:50-es („LM/2”), 1:33-as („LM/3”) és 1:25-ös („LM/4”) dőlésűek, ezután már 1:20-as dőlésű aljak következnek.

#### Rövidített vasbetonaljak
A kitérők végei után a normál hosszúságú aljak még nem férnek el egymás mellett, ezért az egyik végüket rövidíteni kell. A kitérő végeihez közelebbi síndőlés kifuttatási aljakat nagyobb mértékben 20-20 centiméterrel, a távolabbiakat 15-15 centiméterrel. Ezeknek az aljaknak a megkülönböztetés céljából „R/1”, „R/2”, „R/3” és „R/4” a jelük.
Abban az esetben, ha a kitérő végeihez vízszintes aljak kerülnek, aljanként 20-15-10-5 centiméterrel kell rövidíteni azokat, ezeket az aljakat „V-20”, „V-15”, „V-10” és „V-5” jellel jelölik. Előfordulhat, hogy a kitérő eleje egy másik kitérő vége közelében van (például kétalfás líra első és második kitérője), ilyenkor is az utóbbi, rövidített vízszintes aljakat kell alkalmazni.
Szükség lehet a kitérők után az átmeneti aljakat követő normál „LM” aljak 10 és 5 centiméteres rövidítésére is, erre szolgálnak az „LM-10” és „LM-5” jelű aljak.

#### Nyombővítés
Ha a kitérő elejéhez, végéhez kis sugarú (R=250–299 m) ív csatlakozik, a fent felsorolt aljak 5 mm-rel nyombővített változatait kell alkalmazni. A nyombővített változatok jelölése kiegészül a „+5” kiegészítéssel. Például a nyombővített 20 cm-rel rövidített vízszintes alj jele „V-20+5” lesz. Az átmeneti aljak jelölésénél „-” jel mindig a rövidítésre, a „+” jel mindig a nyombővítésre utal.
Még kisebb csatlakozó sugár (R=200–249 m) esetén is az 5 mm-rel nyombővített aljakat kell beépíteni, a szükséges további nyombővítést eltolt lyukasztású (abnormális) alátétlemezekkel kell elérni.
Azoknál a kitérőknél, ahol a kitérő elején vagy végénél már eleve van nyombővítés, annak kifuttatását az átmeneti aljakon kell elvégezni, a fentebb említett, eltolt lyukasztású alátétlemezek segítségével.

## Összefoglaló táblázat
| Jele  | Vasalás      | Hossza (m) | Tömege (kg) | Betét típusa                            | Sínleerősítés módja                   | Gyártási idő | Tengelyterhelés (kN) | vmax (km/ó) |
| ----- | ------------ | ---------- | ----------- | --------------------------------------- | ------------------------------------- | ------------ | -------------------- | ----------- |
| E     | lágyvasbetét | 2,60       | 240         | 4 db fa csonkagúla                      | nyíltlemezes                          | 1938-42      |                      |             |
| B     | lágyvasbetét | 2,44       | 260         | 4 db fa csonkagúla                      | nyíltlemezes                          | 1943-56      |                      |             |
| U     | lágyvasbetét | 2,44       | 270         | 4 db fa csonkagúla                      | nyíltlemezes                          | 1957-64      |                      |             |
| E-e   | előfeszített | 2,42       | 212         | 4 db fa csonkagúla                      | nyíltlemezes                          | 1950-63      | 272/230              | 60/100      |
| T     | előfeszített | 2,42       | 214         | 8 db fa csonkagúla                      | geós                                  | 1958-63      | 302/272              | 100/120     |
| H     | előfeszített | 2,42       | 238         | 8 db fa csonkagúla                      | geós                                  | 1961-65      | 310/278              | 100/120     |
| S     | előfeszített | 2,42       | 255         | 4 db fém lehorgonyzóbetét               | kalapácsfejű csavar                   | 1961-63      |                      |             |
| TU    | előfeszített | 2,42       | 237         | 4 db fa csonkagúla                      | nyíltlemezes                          | 1963-81      |                      |             |
| TSZ   | előfeszített | 2,42       | 237         | 4 db fa csonkagúla                      | nyíltlemezes                          | 1963-81      |                      |             |
| L     | előfeszített | 2,42       | 234         | 4 db hullámos fabetét                   | geós                                  | 1963-69      |                      |             |
| LE    | előfeszített | 2,42       | (?)         | 4 db hullámos fabetét                   | geós                                  | (?)          |                      |             |
| LX    | előfeszített | 2,42       | 234         | 4 db hullámos fabetét                   | geós                                  | 1969-80      |                      |             |
| TX    | előfeszített | 2,42       | 249         | 4 db fa csonkagúla                      | nyíltlemezes                          | 1981-82      |                      |             |
| LG    | előfeszített | 2,42       | (?)         | 4 db hullámos fabetét                   | geós                                  | 1988         |                      |             |
| TF    | előfeszített | 2,42       | 260         | 4 db fa csonkagúla                      | nyíltlemezes                          | 1982-        |                      |             |
| TM-48 | előfeszített | 2,42       | 236 (248)   | 4 db kívül-belül menetes műanyagbetét   | geós, nyíltlemezes                    | 1982-        | 225                  | 140         |
| TM-54 | előfeszített | 2,42       | 236 (248)   | 4 db kívül-belül menetes műanyagbetét   | geos, nyíltlemezes                    | 1983-        | 225                  | 140         |
| LM    | előfeszített | 2,42       | 236 (248)   | 4 db kívül-belül menetes műanyagbetét   | geós, SKL-3, Pandrol-K                | 1977-        | 225                  | 140         |
| LI    | előfeszített | 2,42       | 312         | 8 db kívül-belül menetes műanyagbetét   | geós, SKL-3, Pandrol-K                | 1989-        | 225                  | 200         |
| LK    | előfeszített | 2,42       | (?)         | 4 db kívül-belül menetes műanyagbetét   | geós, SKL-3, Pandrol-K                | 1989-(?)     |                      |             |
| FV    | előfeszített | 2,92       | 371         | 4+4 db kívül-belül menetes műanyagbetét | geós, SKL-3, Pandrol-K                | 1989-        | 250                  | 200         |
| LT    | előfeszített | 2,42       | 250         | 4+4 db kívül-belül menetes műanyagbetét | geós, SKL-3, Pandrol-K / nyíltlemezes | 1990-        | 225                  | 200         |
| LSZ   | előfeszített | 2,70       | 342         | 4 db kívül-belül menetes műanyagbetét   | geós, SKL-3, Pandrol-K                | 1990-        | 250                  | 200         |
| LW    | előfeszített | 2,50       | 296         | 4 db kívül-belül menetes műanyagbetét   | SKL-1, SKL-14                         | 1990-        | 225                  | 200         |
| B70   | előfeszített | 2,60       | 282         | 4 db kívül-belül menetes műanyagbetét   | SKL, Pandrol                          | ?            | 250                  | 230         |

## Vasbetonaljak javítási lehetőségei
A hazai vasúti pályák döntő többsége vasbetonaljas, ám ezek nagy része még csonkagúla fabetéttel, hullámos fabetéttel gyártott aljak. Az elhasználódott, rossz állapotú vasbetonaljak cseréjének lehetőségei a MÁV gazdasági helyzetéből adódóan erősen beszűkültek, ezért nagyobb hangsúlyt fektetnek a pályában történő javításokra. A vasbetonaljak sínleerősítéseinél fellépő, kis munkával megszüntethető hátrányos tulajdonságainak kijavításával az alj élettartama jelentősen meghosszabbítható. Sőt a pályából visszanyert vasbetonaljak javítás után még évtizedekre beépíthetőek a vágányokba.
A pályában történő javítás jóval gazdaságosabb és több előnye is van műszaki szempontból:
- a betonalj kivétele és visszafektetése elhagyható
- elmaradnak a rakodások és szállítások
- nincs megbontva a vasúti pálya, így nincs veszélyeztetve a vágány keretmerevsége

A MÁV az alábbi vasbetonalj-javítási módszereket alkalmazta és alkalmazza jelenleg is:

### Traversan eljárás
A betonaljak elhasználódott furatait kibővítik, a lyukakba acél feszítőbetétet helyeznek, majd műgyantát öntenek bele. A síncsavarok behajtása után a műgyanta 15-20 perc alatt megkeményedik. A technológia a műgyanta használata miatt hőmérséklethez kötött. A ragasztóanyag túlságosan merev kötést hozott létre, a dinamikus hatások következtében hamar tönkrementek, hátrányai miatt ezt a technológiát napjainkban már nem használják.

### Vortok eljárás
A meglévő csavarlyukak felfúrása nélkül a furatba egy segédeszköz közvetítésével a meglévő csavarmenetbe alumíniumspirált, majd ebbe a spirálba síncsavart hajtanak be. A megfeszült spirál a fabetét még ép részébe nyomódik be. A különböző átmérőjű síncsavarokhoz megfelelő jelzésű spirál használható. A módszer azonban hatástalan, ha a javítandó fabetétek annyira korhadtak, hogy a spirál már nem tud a fa rostjai közé ágyazódni.

### Csonkagúla fabetétek cseréje
A fabetétek újra történő cseréjénél az alátétlemezt eltolásával, a korhadt fabetétet szét kell roncsolni és kiszedni az üregéből. Az így kitisztított üregbe belehelyezhető felülről a két részből álló csonkagúla fabetét, melyek érintkező felületeit műgyantával kell bekenni, majd a műgyanta megkötése után az alátétlemez visszatolásával leerősíthető a síncsavar.

### Menetes műanyagbetét bebetonozása
A tönkrement fabetétek eltávolítása után az alj egy-egy oldalán 2-2 darab menetes műanyagbetétet betonoznak be az aljba, a megfelelő szilárdság után az eredeti, de nagyobb átmérőre felfúrt alátétlemezt „KL” jelű síncsavarral (nyíltlemezes aljakat „H” jelű síncsavarral) kötik le. Legnagyobb hátránya a módszernek, hogy a betonozás körülményes és hosszadalmas, a javítást szakaszosan lehet végezni és a javított vágányszakaszhoz vissza kell térni.

### Sider eljárás
A meglazult síncsavar eltávolítása után a furatot kissé nagyobb átmérővel felfúrják, a furatba facsapot ragasztanak. A síncsavart az így beragasztott facsapba erősítik le. A ragasztási folyamat azonban igen időigényes, pontos munkát igényel.

### Korszerű műanyagbetétek
A fenti, jellemzően ilyen-olyan okból problémás eljárásokat napjainkra felváltották a korszerű két- ill. háromrészes műanyagbetétek. Ezek előnye, hogy a régi tiplik eltávolítása és az üreg kitisztítása után csak az új előregyártott elemeket kell behelyezni a furatba, nincs szükség betonozásra, kenésre, kiöntésre és egyéb körülményes munkákra.

#### Három részből álló műanyagbetét csere
Ezt a módszert nyíltlemezes aljak (U, TU) esetében lehet alkalmazni. Az alátétlemez eltolása és a korhadt fabetét eltávolítása után a kitisztított üregbe három részből álló csonkagúla alakú műanyagbetétet helyeznek el, az elemeket egymásra felülről pakolva. A nyomtáv kimérése után kifúrják a menetet, majd ebbe erősítik le a síncsavart. A hibásan behelyezett betétek síncsavar leerősítő hatása nagyon alacsony, így a munka tapasztalatot és odafigyelést igényel.

#### Két részből álló műanyagbetét csere
Ez a T, ill. H aljak tipikus javítási módszere napjainkban. Az alátétlemez eltolása és a korhadt fabetét eltávolítása után a kitisztított üregbe két részből álló, egymásba csúsztatható csonkagúla alakú műanyagbetétet helyeznek el felülről, majd ebbe erősítik le a felfúrt alátétlemez visszatolása után a „KL” jelű síncsavart. Az előző eljáráshoz képest az elemek összeállításánál a hiba kizárt. Az eljárás során ugyanakkor az alátétlemez lyukját szélesebbre kell fúrni, mert az eredeti lyuk a faaljak V-csavarjaira lett kitalálva. Újratiplizéskor csak oldalanként 2-2 furat kerül javításra (átlóban), mivel a KL-csavaros rögzítés esetében már nincs szükség nyolc rögzítési pontra.

#### Hullámos fabetétek cseréje
A módszert „L” és „LX” jelű vasbetonaljak esetén lehet alkalmazni. Az alátétlemez eltolása után a régi, korhadt hullámos fabetétet szétroncsolva el kell távolítani. A kitisztított üregbe két részből álló hullámos műanyagbetétet (régebben fabetétet) kell elhelyezni, majd a felfúrt alátétlemez visszatolása után a „KL” jelű síncsavart leerősíteni.